# 示范区公交
示范区公交全称长三角生态绿色一体化发展示范区区域公交，是连接中华人民共和国上海市青浦区、浙江省嘉善县、江苏省吴江区、昆山市的数条跨省公交线路的统称。

## 历史
青浦、嘉善、吴江地区公交跨省最早可以追溯到2011年，原先终到金泽的上海公交青金线跨过省界延伸至汾湖检查站江苏侧，与吴江汾湖319路实现换乘；嘉善方面则于2017年、2018年陆续开通了嘉善328路、嘉善329路两条跨省公交线路。2019年3月6日，吴江方面开通吴江7618路、吴江7619路，是为示范区公交的前身。2019年6月28日，昆山新辟周庄至漕盈路的跨省毗邻公交C6线。
2019年11月4日，示范区公交首批5条线路开通运营，包括示范区1路、示范区3路两条新线路；吴江7618路更名示范区2路，吴江7619路更名示范区5路；吴江7307路由省界断头延伸至上海大观园，更名示范区4路。各线路采用外观统一的新能源公交车辆运营，其中嘉善实际运营的示范区3路采用氢能源车辆。2020年1月27日，上海省界毗邻公交调整为不跨省运营，示范区公交停运；3月27日恢复。2021年3月，昆山曙光路-青浦复兴路开通，昆山C6线上海端终点改为东方绿舟地铁站，并更名示范区6路。2021年12月底，又开通示范区7路、示范区8路，其中示范区7路为旅游专线，仅周末和节假日运营。
示范区8路开通半个月后，即因疫情原因停运。2022年2月14日，上海各跨省毗邻公交线路全面停运；2022年12月12日起示范区公交陆续恢复运营。

## 线路列表

示范区公交线路图（线路颜色非官方）

示范区公交目前有8条线路正在运营，具体线路信息如下表所示。其中善通运输是位于嘉兴市的公交公司，众兴客运是位于上海市青浦区的公交公司。

| 编号                                          | 编号    | 线路及运营时间                        | 线路及运营时间 | 线路及运营时间                                                        | 收费 | 运营商            | 备注及图片         |
| --------------------------------------------- | ------- | ------------------------------------- | -------------- | --------------------------------------------------------------------- | ---- | ----------------- | ------------------ |
|                                               | 示范区1 | （上海）东方绿舟站 6:00–18:00         | ⇆              | （苏州）临沪客运站 7:30–19:30                                         | 2元  | 青浦巴士          |                    |
|                                               | 示范区2 | （苏州）黎里旅游集散中心 6:00–17:30   | ⇆              | （上海）东方绿舟站 6:00–17:30                                         | 5元  | 吴江一分          | 原 7618            |
|                                               | 示范区3 | （嘉兴）嘉善客运中心（西） 6:15、7:50 | 全程 ⇆         | （上海）东方绿舟站 短线：8:35、10:20、12:15、14:00 全程：15:40、17:35 | 5元  | 善通运输          |                    |
| （嘉兴）西塘汽车站 10:45、12:30、14:15、16:00 | 示范区3 | 短线 ⇆                                |                | （上海）东方绿舟站 短线：8:35、10:20、12:15、14:00 全程：15:40、17:35 | 5元  | 善通运输          |                    |
|                                               | 示范区4 | （苏州）吴江第五人民医院 6:30–17:40   | ⇆              | （上海）上海大观园 6:30–17:40                                         | 2元  | 吴江一分          | 原 7307            |
|                                               | 示范区5 | （苏州）黎里旅游集散中心 6:30–17:20   | ⇆              | （嘉兴）西塘汽车站 6:30–17:20                                         | 5元  | 吴江一分 善通运输 | 原 吴江7619        |
|                                               | 示范区6 | （苏州）周庄客运站 5:45–18:30         | ⇆              | （上海）东方绿舟站 7:10–19:50                                         | 2元  | 昆山三分          | 原C6线             |
|                                               | 示范区7 | （苏州）黎里旅游集散中心 6:30–16:00   | ⇆              | （上海）朱家角游客服务中心 8:00–17:30                                 | 5元  | 吴江一分          | 仅周末和节假日运营 |
|                                               | 示范区8 | （苏州）周庄新客运站 6:00–18:00       | ⇆              | （上海）朱家角站 7:30–19:30                                           | 2元  | 众兴客运          |                    |

## 票价和支付方式
示范区公交并非统一票价，各线路票价不一。上海运营的示范区1路、8路票价均为2元；吴江运营的示范区2路、5路、7路票价为5元，示范区4路票价为1元（空调开放时则为2元）；嘉善运营的示范区3路票价曾为10元，现已降至5元；昆山运营的示范区6路票价根据乘坐距离为1至6元不等。所有线路均支持现金、交通联合卡、手机二维码支付，但三地非交通联合的旧交通卡不能互通，即上海旧交通卡只能用于上海运营的示范区1路、8路，其余同理。示范区公交不享受所在地区的各项公交优惠政策。2021年，示范区2路（吴江实际运营）推出数字人民币支付，成为首条可以使用数字人民币支付车费的跨省公交线路。

## 评价
示范区公交解决了周边居民乘坐公交车必须在省界步行换车的问题，运营情况最好的示范区2路客流量则可达到每月2万人次左右，但运营时间短，收班偏早。三地旧的交通卡无法实现互通，而交通联合卡在沿线地区仍不普及；示范区1路则缺乏快车服务，沿线乘客一度转投“五五购物节”活动临时开设的购物班车。
另外，跨省运营的公交路线在现有行政法律法规体系并无明确规定，且部分线路虽然在上海承认其为“跨省公交”，但管理参照的还是中途不得设站的省际客运规定，因此在行业监管、行政执法上都有一定的缺陷。